# دومین مکتب موسیقی وین
دومین مکتب موسیقی وین (آلمانی: Zweite Wiener Schule, Neue Wiener Schule)، گروهی از آهنگسازان بودند که توسط آرنولد شونبرگ، شاگردان و همکارانش در اوایل قرن بیستم تشکیل شد و تکامل این مکتب تا حدود سال ۱۹۶۰ ادامه داشت، سبک آهنگسازی این گروه از کروماتیسم اواخرِ دورهٔ رومانتیک شروع و تا موسیقی آتونال، دودکافونیک و در نهایت سریالیسم، امتداد داشت. اعضای اصلی این گروه ابتدا شامل آهنگسازانی چون شونبرگ، آنتون وبرن و آلبان برگ بودند که در ادامه آهنگسازان بسیاری از آلمان و سپس کشورهای دیگر، به اعضا و پیروان این مکتب پیوستند. با آنکه این مکتب با اهداف مشترکی بنیان نهاده شد، اما پیروان این مکتب (حتی شاگردان شونبرگ)، مسیرهای جداگانه‌ای را طی کردند و تا موسیقی کلاسیک معاصر ادامه پیدا کرد.

## تاریخچه
وین شهری بود که شونبرگ در آنجا زندگی می‌کرد و به‌طور پراکنده بین سالهای ۱۹۰۳ تا ۱۹۲۵، تدریس می‌کرد. موسیقی این گروه ابتدا تحت تأثیر اواخر دوره رومانتیک قرار داشت، اما سپس با تغییر و تکامل در سبک شونبرگ، یک اکسپرسیونیسم کاملاً کروماتیک، بدون مرکز تونال قوی، که اغلب به‌عنوان موسیقی آتونال نامیده می‌شود، شکل گرفت. اگرچه بعدها روش مشترکی توسط این گروه در پیشرفت سریالیسم پدید آمد، اما آنها یک خط زمانی و مسیر مشترک را طی نکردند. به همین دلیل، تشکیل این گروه، نتیجهٔ آموزش‌های مستقیم شونبرگ نبوده است، چرا که کتاب‌های آموزشی انتشاریافته از طرف وی نشان می‌دهد شونبرگ در امر آموزش، فردی بسیار سنتی و محافظه‌کار بوده است. همچنین از کتب درسی شونبرگ مشخص است که تاثیر مکتب دوم، از سبک سریالیسم او نبوده، بلکه از مثال‌های خلاقانه‌ای بوده که در دروس آموزشی وی وجود داشته است.

## اعضا
اعضای اصلی این مدرسه علاوه بر شونبرگ، آلبان برگ و آنتون وبرن بودند که از اولین دانش آموزان آهنگسازی او بودند. هر دو آنها قبلاً آثارِ اصیل و مستعدی را در اصطلاح رمانتیکِ متاخر تولید کرده بودند، اما احساس کردند با تدریس شونبرگ، جهت و نظم جدیدی کسب می‌کنند. اعضای دیگر این نسل شامل: ارنست کرنک، هاینریش جالووتز، اروین استین، اگون ولز و کمی بعد ادوارد اشتویرمن، هانس آیسلر، رودولف کولیش، پل آ. پیسک، کارل رانکل، یوزف روفر، و ویکتور اولمان بودند. همچنین گاهی اوقات از الکساندر فن تسملینسکی (برادر همسر شونبرگ)، به عنوان بخشی از دومین مکتب وین یاد می‌کنند، گرچه او هرگز شاگرد شونبرگ نبوده و از درک سنتی خود و تنالیته در آثارش، چشم‌پوشی نمی‌کرد.

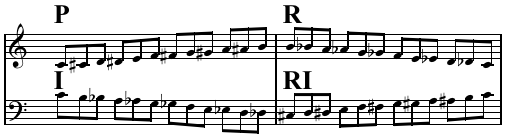
مثال از دوازده نغمۀ کروماتیک: P حرکت نخست، R قهقرایی، I وارونگی، RI وارونۀ قهقرایی در چهار جایگشت.

آلبان برگ و آنتون وبرن، گرچه هر دو از شونبرگ پیروی کردند و به‌طور کلی کروماتیسم کامل را دنبال کردند، اما هر کدام با روش خود، بلافاصله پس از انجام این کار، روش دودکافونیک را در پیش گرفتند، ولی همهٔ افراد این مکتب، این روش را انجام ندادند یا مدت زیادی منتظر ماندند. بعداً چندین شاگرد شونبرگ مانند: وینفرد زلیگ، رابرت گرهارد (کاتالونیایی)، نوربرت فان هاننهایم (ترانسیلوانیایی) و نیکوش شکالکوتاس (یونانی) نیز گاهی تحت این اصطلاح قرار گرفتند، هرچند آنها هرگز در وین تحصیل (غیر از گرهارد) نکردند و فقط در قسمتی از مسترکلاس‌های شونبرگ در برلین شرکت داشتند.
شاگردان شونبرگ در ایالات متحده از سال ۱۹۳۳، مانند: جان کیج، لئون کیرشنر و جرالد استرانگ و در یک بخش گسترده‌تر گلن گولد کانادایی، آثاری که یادآور سبک دومین مکتب وینی باشد، پدیدآوردند. با این حال بعضی از شاگردان آلبان برگ و هانس اریک آپوستل مانند: رنه لایبوویتس، لئوپولد اشپینر و لودویگ زِنک  نیز در فراخوان این مکتب جای می‌گیرند.

## تاثیر و گسترش

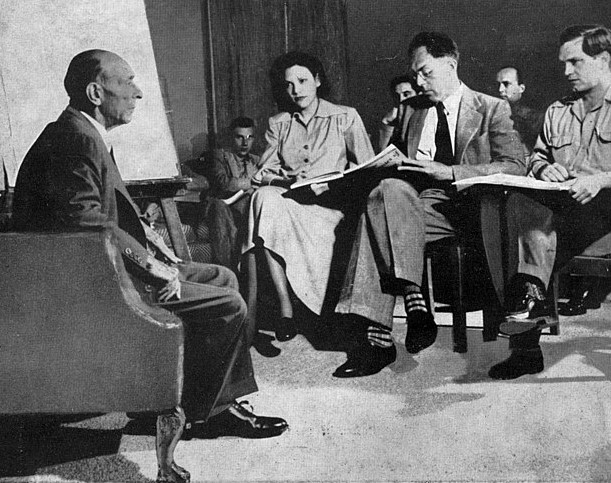
شونبرگ و شاگردانش، عکاسی توسط ریشارد فیش، (بین سال‌های ۱۹۴۴ تا ۱۹۴۸).

این مکتب در ابتدا شامل آهنگسازانی با ادبیات کاملاً متمایز به وجود آمد و فاقد انسجام بود، اما با تلاش برخی دیگر از اعضای گروه، احساس انسجام در این مکتب افزایش یافت (به‌عنوان مثال سبک‌های آلبان برگ و آنتون وبرن متفاوت از یکدیگر بودند و فقط وبرن تمامی موومان‌های اثرش را مطابق با قواعد شونبرگ و دودکافونیک می‌ساخت، آهنگسازان دیگری نیز که عضو این مکتب بودند مانند نیکوش شکالکوتاس، بیشتر درگیر موسیقی محلی کشور متبوع خود بودند). از این رو اگون ولز اولین کتاب تئوریک در بارهٔ سبک شونبرگ را که شامل چندین موضوع یادنامه توسط دوستان و شاگردانش نیز بود، منتشر کرد.   
در ادامه، «یوزف روفر» و «لئوپولد اشپینر» هر دو کتاب‌هایی در مورد تکنیک‌های آهنگسازی دودکافونیک نوشتند و مطالعهٔ تأثیرگذار «رنه لایبوویتس» در مورد آثار شونبرگ، وبرن، برگ و دیگران، منجر به بنانهادنِ یک مدرسه با نام «شونبرگ و مدرسه او» در خارج از کشور، بلافاصله پس از جنگ جهانی دوم در فرانسه شد. در این مدرسه گروهی از اعضای مورد تاییدِ این مکتب که نامشان ذکر شد، چه به‌عنوان معلم یا اجراکننده، در انتشار ایده‌ها و رپرتوارهای این مدرسه تأثیرگذار بودند. شاید اوج فعالیت این مدرسه به رویدادهای تابستانی مربوط به موسیقی کلاسیک معاصر باشد که در شهر دارمشتات، تحت عنوان «دوره‌های بین‌المللی تابستانی برای موسیقی جدید» تقریباً پس از جنگ جهانی دوم برپا شد و از شونبرگ دعوت شد در این دوره حضور یابد اما وی به علت بیماری نتوانست شرکت کند و در نهایت این دوره توسط نظریه‌پردازان سبکِ شونبرگ و شاگردانش تسخیر شد و شامل آهنگسازانی مانند: وبرن، تئودور آدورنو، هرمان شرشن و برخی از اعضای دومین مکتب وین، به‌اضافهٔ سریالیست‌هایی چون پی‌یر بولز، کارل هاینز اشتوکهاوزن، برونو مادرنا، لوئیجی نونو و دیگران بود که در این دوره به‌عنوان آهنگساز یا اجراکننده، حضور داشتند.

## یادداشت
1. ↑  Heinrich Jalowetz
2. ↑  Erwin Stein
3. ↑  Rudolf Kolisch
4. ↑  Paul A. Pisk
5. ↑  Karl Rankl
6. ↑  Josef Rufer
7. ↑  Winfried Zillig
8. ↑  Robert Gerhard
9. ↑  Norbert von Hannenheim
10. ↑  Gerald Strang
11. ↑  Hans Erich Apostel
12. ↑  René Leibowitz
13. ↑  Leopold Spinner
14. ↑  Ludwig Zenk
15. ↑  Richard Fish
16. ↑  Schoenberg et son école
17. ↑  Internationale Ferienkurse für Neue Musik